# Lago Nam Van
O Lago Nam Van (chinês tradicional: 南灣湖, chinês simplificado: 南湾湖, pinyin: nánwānhú) é um dos dois lagos artificiais da Região Administrativa Especial de Macau, na República Popular da China. Localiza-se no extremo sul da Península de Macau.
O lago fazia parte de uma baía (Baía da Praia Grande), criada quando o istmo (Avenida Doutor Sun Yat-sen) fechou parcialmente ao largo da baía. O projeto para fechar o lago começou em 1991, a fim de atrair mais desenvolvimento em Macau. Nam Van significa "Baía Sul" em chinês.
A maior parte ao sudoeste do terreno da baía foi criada a partir do aterro.
O Edifício da Assembleia Legislativa de Macau e o Edifício dos Tribunais de Segunda e Última Instâncias têm vistas para o lago, que é dividido pela Ponte Governador Nobre de Carvalho, também designada Ponte Macau-Taipa.
Há quatro ilhas artificiais dentro do Lago Nam Van. Juntamente com o Lago Sai Van, os dois lagos artificiais cobrem oitenta hectares de espaço.